# Geissorhiza lapidosa
Geissorhiza lapidosa är en irisväxtart som beskrevs av Peter Goldblatt och John Charles Manning. Geissorhiza lapidosa ingår i släktet Geissorhiza och familjen irisväxter. Inga underarter finns listade i Catalogue of Life.